# Bihwa Gaya
Bihwa Gaya fou un dels estats tribals que va formar part de la confederació de Gaya a Corea al segle i aC. El seu centre era Changnyeong a uns 70 km al nord-oest de Pusan.
Va ser absorbit pel regne de Silla abans del 555.